# Isabelle de Rosis
Isabelle de Rosis (Rossano, 3 juin 1842 - Naples, 11 août 1911) est une religieuse italienne fondatrice des Sœurs réparatrices du Sacré Cœur et reconnue vénérable par l'Église catholique.

## Biographie
Elle naît le 9 juin 1842 à Rossano dans la province de Cosenza. Ses parents sont le baron Domiziano de Rosis et la baronne Gabriela Francesca Berlingieri. À 10 ans, en 1853, ses parents l'envoient au pensionnat du monastère de Sainte Claire à Naples qu'elle puisse recevoir la formation appropriée à sa classe sociale. À 19 ans, en 1861, elle retourne dans sa famille avec l'intention de devenir religieuse mais ses parents s'y opposent car ils veulent la marier. En 1869, à l'âge de 27 ans, Isabelle entre chez les Filles de la charité de Saint-Vincent-de-Paul mais les quitte après deux ans pour raisons de santé. De 1868 à 1869, elle vit avec Catherine Volpicelli qui se consacre à la propagation de la dévotion du Sacré-Cœur. Elle est forcée de rentrer chez elle mais sa relation avec Catherine reste très bonne. 
En 1874, elle veut demander son admission chez les Sœurs de Marie-Réparatrice mais un prêtre ne l'encourage pas dans ce choix. Au cours des trois années qu'elle passe à Rossano, Isabelle est très déprimée par diverses maladies et ne trouve de réconfort que dans la prière devant le tabernacle. Encouragé par son confesseur, le père Aniceto Ferrante, plus tard évêque de Gallipoli, elle répand l'apostolat de la prière dans le diocèse de Rossano. En outre, elle procure des paramentiques, souvent brodés par elle, pour les églises pauvres et enseigne le catéchisme aux enfants.
Au fil du temps, elle développe l'idée de fonder un institut dédié à la réparation des blasphèmes et au manque d'amour pour le Sacré-Cœur de Jésus. Le 24 octobre 1875, Mgr Cilento, archevêque de Rossano donne l'habit religieux à Isabelle et une compagne donnant naissance aux Sœurs réparatrices du Sacré Cœur. Le cardinal Sanfelice, archevêque de Naples, demande à la fondatrice d'accueillir une orpheline. C'est le début de l'œuvre éducative et caritative du nouvel institut. En 1884, une épidémie de choléra frappe Naples. Les sœurs réparatrices du Sacré-Cœur en souffrent également et la fondatrice elle-même tombe malade. Elle fait le vœu de construire un sanctuaire de réparation sur la colline de Vomero pour sa guérison. Elle en fait don aux salésiens en 1889. Le 1er juin 1911, la nouvelle Église du Sacré-Cœur des Salésiens est consacrée.
Le 12 juillet 1906, son institut reçoit le décret de louange. Le 7 août, la Mère Isabelle et d'autres religieuses prononcent leurs vœux perpétuels. En 1909, en raison d'une délation, un visiteur apostolique est envoyé de Rome ; il demande la révocation de la fondatrice en tant que supérieure générale et ordonne sa relégation dans une pièce séparée. Ces malentendus usent rapidement ses forces. Elle décède le 11 août 1911 à Naples à 69 ans. En 1937, sa dépouille est transférée dans l'église de la maison-mère. Le 6 octobre 2004, elle est placée dans une urne en marbre, sous une peinture du Cœur immaculé de Marie. Le 19 décembre 2005, elle est reconnue vénérable par le pape Benoît XVI.